# Козловский, Владимир Николаевич (писатель)
Влади́мир Никола́евич Козло́вский (8 ноября 1917, Козлов — 7 марта 1984, Иркутск) — русский советский писатель.
Член Союза писателей СССР.

## Биография
Родился 8 ноября 1917 года в Козлове (ныне — Мичуринск) Тамбовской губернии в семье рабочего.
В 1937 году окончил Мичуринский сельхозтехникум, работал агрономом в Добринском районе Воронежской области. В 1940 году был призван в армию, окончил лётную школу. Во время Великой Отечественной войны служил лётчиком бомбардировочной авиации, после тяжёлого ранения служил в авиадивизии, обслуживающей партизанские соединения.
С 1946 года жил в Иркутске, работал корреспондентом газеты «Восточно-Сибирская правда».
Скончался 7 марта 1984 года в Иркутске. Похоронен на Радищевском кладбище.

## Творчество
Начал писать в 1944 году. Публиковался в альманахах «Новая Сибирь» и «Ангара».
Автор книг очерков «В приангарской степи» (1949), «Молодость сердца» (1960) и других.
В 1957 году вышел первый роман «Верность». Автор романа «Братья по крови» и фронтовых новелл.
Произведения переводились на болгарский язык.

## Избранная библиография
- Верность: Роман. — Иркутск: Вост.-Сиб. кн. изд-во, 1964. — 502 с. — 100000 экз.
- Братья по крови: Роман. — Иркутск: Вост.-Сиб. кн. изд-во, 1972. — 432 с. — 15000 экз.
- Ищу свою звезду: Роман. Фронтовые новеллы. — Иркутск: Вост.-Сиб. кн. изд-во, 1983. — 368 с. — 50000 экз.[4]